# Municipio de Highland (condado de Union)
El municipio de Highland (en inglés: Highland Township) es un municipio ubicado en el condado de Union en el estado estadounidense de Iowa. En el año 2010 tenía una población de 284 habitantes y una densidad poblacional de 3,21 personas por km².

## Geografía
El municipio de Highland se encuentra ubicado en las coordenadas 41°1′28″N 94°16′49″O / 41.02444, -94.28028. Según la Oficina del Censo de los Estados Unidos, el municipio tiene una superficie total de 88.38 km², de la cual 88,17 km² corresponden a tierra firme y (0,25 %) 0,22 km² es agua.

## Demografía
Según el censo de 2010, había 284 personas residiendo en el municipio de Highland. La densidad de población era de 3,21 hab./km². De los 284 habitantes, el municipio de Highland estaba compuesto por el 96,83 % blancos, el 0,35 % eran de otras razas y el 2,82 % eran de una mezcla de razas. Del total de la población el 1,06 % eran hispanos o latinos de cualquier raza.